# Ronnie Mills
Ronnie Mills (n. 25 februarie 1951, Fort Worth, Texas, SUA) este un înotător ce a reprezentat Statele Unite ale Americii, medaliat olimpic. A participat la o ediție a Jocurilor Olimpice (1968) în care a câștigat două medalii de bronz.